# Speyeria manitoba
Speyeria manitoba är en fjärilsart som beskrevs av Ralph L. Chermock 1940. Speyeria manitoba ingår i släktet Speyeria och familjen praktfjärilar. Inga underarter finns listade i Catalogue of Life.